# Đêm của những con dao dài
Đêm của những con dao dài (tiếng Đức: Nacht der langen Messerⓘ), đôi khi được gọi là Operation Hummingbird, hay ở Đức là Cuộc lật đổ Röhm (tiếng Đức: Röhm-Putsch) hay đôi khi gọi với một cách châm biếm là Reichsmordwoche, là cuộc thanh trừng diễn ra ở Đức từ ngày 30 tháng 6 đến ngày 2 tháng 7 năm 1934, khi chế độ Đức Quốc Xã do Adolf Hitler cầm đầu đã tiến hành một loạt các vụ đảo chính. Những thành viên thuộc phe cánh tả Strasserist thuộc Đảng Quốc xã Đức (NSDAP) cùng với kẻ đứng đầu Gregor Strasser bị giết với lý do là hợp tác với những người có âm mưu chống chế độ Quốc xã (điển hình là cựu thủ tướng Kurt von Schleicher và Gustav Ritter von Kahr, người đã cản bước Hitler trong vụ đảo chính nhà hàng bia vào cuối năm 1923). Trong số những người thiệt mạng có cả những người lãnh đạo của lực lượng Sturmabteilung (SA), một tổ chức bán quân sự.
Hitler chống lại lực lượng SA và thủ lĩnh Ernst Röhm, vì ông xem sự độc lập của SA và thiên hướng từ các thành viên của lực lượng này vào các vụ bạo động đường phố là một mối đe dọa trực tiếp đến quyền lực chính trị mà Hitler vừa nắm giữ. Hitler cũng muốn điều đình với những nhà lãnh đạo của Reichswehr - lực lượng quân đội chính thức, đồng thời lo ngại và xem thường lực lượng SA - và tham vọng của Röhm là muốn hợp nhất Reichwehr vào SA dưới sự chỉ đạo của ông này. Ngoài ra, Hitler cũng không đồng tình với những lời lên tiếng ủng hộ "cuộc cách mạng thứ hai" để tái phân chia quyền lực từ Röhm (theo quan điểm của Röhm, việc bổ nhiệm Hitler làm Thủ tướng vào ngày 30 tháng 1 năm 1933 của Tổng thống Hindenburg được xem là đã thành công trong việc tiến hành "cách mạng dân tộc" nhưng chưa thực hiện được mục tiêu "xã hội chủ nghĩa" trong Đảng Quốc xã). Cuối cùng, Hitler đã tiến hành các cuộc thanh trừng để tấn công và loại bỏ những sự chỉ trích nhằm vào chính quyền mới của ông, đặc biệt là đến từ những người trung thành với Phó Thủ tướng Franz von Papen, cũng như giải quyết những món nợ với các kẻ thù cũ.
Đã có ít nhất 85 người đã chết  trong các cuộc thanh trừng, mặc dù con số đầy đủ có thể lên đến hàng trăm, và trên 1000 đối thủ chính đã bị bắt giữ. Hầu hết các vụ giết người được tiến hành bởi lực lượng Schutzstaffel, (SS) và Gestapo (Geheime Staatspolizei), cảnh sát bí mật của chế độ. Các cuộc thanh trừng đã tăng cường và củng cố sự ủng hộ của Reichswehr dành cho Hitler. Cuộc thanh trừng này cũng đã đặt nền móng pháp luật cho chế độ phát xít, các tòa án và nội các Quốc xã đã nhanh chóng gạt bỏ các lệnh cấm chống lại các vụ giết người ngoài vòng pháp luật để chứng minh sự trung thành với chế độ. Đêm của những con dao dài đã tạo nên bước ngoặt cho chính phủ Đức. Cuộc thanh trừng đã đưa Hitler trở thành "chánh án tối cao của dân tộc Đức" như ông đã phát biểu tại Reichstag (Nghị viện) vào ngày 13 tháng 7 năm 1934.

## Nguyên nhân
Nguyên do chủ yếu là sự bất đồng chính kiến giữa Hitler, Lãnh tụ Quốc xã kiêm Lãnh tụ Lực lượng Sturmabteilung (Sư đoàn Bão táp, gọi tắt SA) và Ernst Röhm, Tham mưu trưởng của SA.
Đang chỉ huy lực lượng SA hiện đã lên đến nửa triệu người và có ghế trong nội các, Röhm chưa hài lòng nên đã đề xuất với nội các là lực lượng SA phải là nền tảng cho Quân đội Nhân dân của Đức, và toàn bộ Quân đội, Quân Áo nâu SA và Quân Áo đen SS (Schutzstaffel) được đặt dưới Bộ Quốc phòng mà ông ngụ ý sẽ do mình đứng đầu. Giới lãnh đạo Quân đội đồng lòng phản đối và kêu gọi Hitler ủng hộ họ vì e ngại truyền thống của giai cấp chiến binh sẽ bị hủy diệt nếu "gã côn đồ Röhm" và "đám quân áo nâu ô hợp" nắm quyền kiểm soát Quân đội. Mặc khác, các tướng lĩnh không chấp nhận việc tham nhũng và sa đọa của bè phái Röhm, đặc biệt họ không chịu được những người đồng tính luyến ái.
Lúc này, Hitler rất cần Quân đội, thế nên ông không chấp nhận đề xuất của Röhm. Đến mùa hè 1934, quan hệ giữa Röhm và Quân đội càng tồi tệ hơn. Tranh cãi xảy ra gay gắt trong nội các giữa Röhm và Thống chế Werner von Blomberg (Bộ trưởng Chiến tranh kiêm Tổng Tham mưu trưởng Quân lực). Vị tướng này phản đối với Hitler là đội quân SA đang bí mật trang bị một lực lượng lớn súng máy. Blomberg cho rằng việc này là mối đe dọa cho Quân đội, và cũng làm phương hại đến chương trình tái vũ trang bí mật mà Quân đội đang thực hiện.
Vào lúc này, Hitler đang nghĩ đến ngày mà Tổng thống Ludwig von Hindenburg trút hơi thở cuối cùng. Hitler biết rằng sau khi ông này qua đời, Quân đội và các thành phần bảo thủ khác đều mong phục hồi vương triều Hohenzollern. Nhưng Hitler có kế hoạch khác. Hitler cần Quân đội ủng hộ để thực hiện mưu đồ của mình, và ông muốn tranh thủ sự ủng hộ này bằng mọi giá.
Cơ hội để điều đình bí mật với Quân đội đến vào ngày 11/4/1934. Hitler cùng Bộ trưởng Quốc phòng Blomberg, Tướng Freiherr von Fritsch chỉ huy Lục quân và Đô đốc Erich Johann Albert Raeder chỉ huy Hải quân đi trên chiếc tàu thiết giáp bỏ túi Deutschland để tham dự cuộc tập trận mùa xuân ở Đông Phổ. Hitler thông báo cho hai chỉ huy Lục quân và Hải quân về tình trạng sức khỏe ngày càng tồi tệ của Tổng thống, và thẳng thừng đề nghị là mình sẽ lên thay thế. Để đáp lại sự ủng hộ của Quân đội, Hitler hứa sẽ trấn áp đội quân SA và đảm bảo rằng Quân đội vẫn là lực lượng vũ trang duy nhất. Cũng có tin cho rằng Hitler còn hứa hẹn về chương trình phát triển mạnh mẽ của Quân đội, nếu các chỉ huy ủng hộ ông.
Trong nội bộ Đảng Quốc xã nổi lên một cuộc tranh giành quyền lực mới không khoan nhượng. Hermann Göring và Heinrich Himmler cùng liên kết với nhau để chống lại Röhm. Để tự bảo vệ trong cuộc chiến đấu hoang dại, Göring cũng thành lập một lực lượng cảnh sát cho riêng cá nhân mình, với đội ngũ lên đến vài ngàn người, đóng doanh trại ở Trường Sĩ quan ở Lichterfelde nằm ở vị trí chiến lược vùng ngoại ô Berlin.
Bản thân Göring và Himmler đều có tham vọng riêng và cũng muốn thanh toán món nợ cũ với Schleicher cùng nhóm bảo thủ đang bất mãn, nên báo cáo mọi chuyện với Hitler. Hai người có ý định thanh trừng SA, quét sạch các đối thủ ở cánh Tả lẫn Hữu, kể cả những người lúc trước chống đối Hitler nhưng bây giờ không còn hoạt động.

## Diễn biến khơi mào
Hitler kể lại rằng vào đầu tháng 6, có cuộc khẩu chiến giữa ông và Röhm kéo dài 5 tiếng đồng hồ cho đến nửa đêm. Hitler nói đấy là "cố gắng chung cuộc" của ông nhằm mang lại cảm thông giữa hai người.
Theo lời Hitler, khi từ giã Röhm "đảm bảo sẽ làm mọi cách để chấn chỉnh tình thế." Sau này, Hitler nói, thực ra Röhm bắt đầu "các bước chuẩn bị để đích thân triệt hạ tôi."
Điều này hầu như không có thực. Mặc dù có lẽ ta không bao giờ biết được toàn bộ vụ việc, các chứng cứ có sẵn đều cho thấy Röhm không bao giờ âm mưu lật đổ Hitler.
Sau khi nói chuyện với Röhm, Hitler ra lệnh lực lượng SA ngưng hoạt động trong cả tháng 7, và trong thời gian này họ bị cấm mặc đồng phục, diễu hành hoặc tập trận.
Sau đấy, Hitler cáo giác là Röhm và những kẻ âm mưu có những bước chuẩn bị để chiếm Berlin và bắt giữ ông. Nếu đúng như thế, tại sao tất cả cấp chỉ huy của SA rời khỏi Berlin đầu tháng 6, và – quan trọng hơn – tại sao Hitler rời khỏi Đức vào lúc này và do đó tạo cơ hội cho lực lượng SA nắm quyền kiểm soát Nhà nước trong khi ông vắng mặt? Bởi vì, ngày 14/6, Hitler bay đến Venice để hội đàm với Mussolini.
Tuy vậy, trong tuần lễ cuối của tháng 6, Hitler vẫn còn do dự – ít nhất vì không biết phải quyết liệt đến mức nào đối với các chỉ huy của SA vốn đã tận tình phục vụ ông trong thời gian qua. Nhưng bây giờ, Göring cùng Bộ trưởng Bộ Thông tin Quần chúng và Tuyên truyền Paul Joseph Göbbels giúp ông quyết định được dễ dàng hơn. Họ đã liệt kê những ân oán cần giải quyết, những kẻ thù hiện tại và quá khứ cần thanh trừng. Họ chỉ cần thuyết phục Lãnh tụ là có một "âm mưu" chống lại ông nên cần có hành động nhanh chóng và quyết liệt. Theo lời khai trước Tòa án Nürnberg của Wilhelm Frick, Bộ trưởng Nội vụ và là một trong những phụ tá trung thành nhất của Hitler, Himmler rốt cuộc đã thuyết phục được Hitler. Sau đấy, Himmler nhận lệnh ra tay ở Bang Bayern, còn Göring được chỉ thị hành động ở thủ đô Berlin.
Quân đội cũng thúc đẩy Hitler và qua đấy cũng phải nhận một phần trách nhiệm cho cơn bạo tàn sắp diễn ra. Ngày 25/6, Tướng von Fritsch chỉ huy Lục quân đặt Quân đội trong tình trạng báo động, hủy bỏ mọi giấp phép nghỉ và giữ binh sĩ túc trực trong doanh trại. Ngày 28/6, Röhm bị trục xuất khỏi Liên đoàn Sĩ quan Đức – dấu hiệu cho thấy ông bị rắc rối to. Và để tỏ rõ chính kiến của Quân đội, Blomberg lấy động thái chưa hề có tiền lệ là cho đăng một bài báo có ký tên ra ngày 29/6, khẳng định "Quân đội... đứng sau lưng Adolf Hitler..."
Thế thì, Quân đội thúc đẩy cuộc thanh trừng, nhưng không muốn bàn tay của họ vấy máu. Việc này phải do Hitler, Göring và Himmler tiến hành, với lực lượng quân áo đen SS và cảnh sát đặc biệt của Göring.

## Thanh trừng diễn ra
Ngày 28/6/1934, Hitler rời Berlin đi Essen để dự lễ cưới của xứ ủy Josef Terboven. Chuyến đi và mục đích cho thấy hẳn Hitler không dự trù những gì sắp diễn ra. Cùng ngày, Göring và Himmler huy động lực lượng SS và "cảnh sát Göring" để ứng chiến. Trong khi Hitler vắng mặt, cả hai hẳn nghĩ họ có toàn quyền hành động. Ngày kế, 29/6, Hitler đi kinh lý một vòng rồi nghỉ đêm ở Khách sạn Dreesen bên bờ Sông Rhine tại Godesberg. Göbbels, trước đấy dường như vẫn lưỡng lự, bây giờ đã quyết định, cũng đi đến Godesberg.
Sau này, Hitler kể rằng cho đến ngày 29/6, ông chỉ quyết định "cách chức Tham mưu trưởng [Röhm] rồi giam ông này tạm thời, bắt giữ một số chỉ huy có tội rõ ràng... và kêu gọi những người khác quay lại với nhiệm vụ." Trước Nghị viện ngày 13/7, Hitler kể lại:
Tuy nhiên,... vào lúc 1 giờ sáng tôi nhận được hai tin khẩn từ Berlin và München. Tin đầu tiên từ Berlin... lúc 5 giờ chiều cuộc tấn công bất ngờ sẽ bắt đầu; các tòa nhà chính phủ sẽ bị chiếm đóng... Tin thứ hai từ München... lực lượng SA đã được lệnh tập trung lúc 9 giờ tối... Đấy là phản loạn!... Trong tình huống như thế, tôi chỉ có một quyết định... Chỉ có cách can thiệp kiên quyết và sẵn sàng đổ máu mới có thể trấn áp sự phát tán mầm phản loạn...
Vào lúc 2 giờ sáng, tôi bay đi München.
Hitler không bao giờ tiết lộ ai đã gửi hai "tin khẩn" nhưng ngụ ý đấy là Göring và Himmler. Điều chắc chắn là những tin báo này đều quá xa sự thật. Ở Berlin, chỉ huy SA Karl Ernst lái xe đi Bremen trong chuyến hưởng tuần trăng mật với cô vợ mới cưới. Còn ở miền nam, những kẻ "âm mưu" của SA tập trung ở đâu?
Vào lúc 2 giờ rạng sáng 30/6/1934, khi chiếc máy bay chở Hitler và Göbbels cất cánh từ Sân bay Hangelar gần Bonn, Röhm và các phụ tá đang say ngủ trong Khách sạn Hanslbauer ở Wiesse. Sự thật khác xa với lời cáo buộc phản loạn vì Röhm đã để nhóm cận vệ của ông lưu lại München. Đại tướng SS Edmund Heines, chỉ huy trưởng SA ở Silesia, kẻ giết người đã bị kết án, người đồng tính luyến ái khét tiếng, lên giường với một anh trai trẻ. Xem chừng có nhiều trò chè chén lạc thú giữa các cấp chỉ huy của SA nhưng không thấy biểu hiệu phản loạn.
Hitler và nhóm tùy tùng (tùy viên báo chí Otto Dietrich và chỉ huy trưởng SA Viktor Lutzem ở Hanover) đáp xuống München lúc 4 giờ sáng, và thấy đã có vài hoạt động xảy ra. Những người đã bị bắt gồm các cấp chỉ huy của lực lượng SA ở München kể cả Đại tướng SS Schneidhuber, cũng là chỉ huy trưởng cảnh sát München. Hitler bây giờ tỏ ra cuồng loạn, tìm đến đám tù nhân ở Bộ Nội vụ Bayern. Bước đến Schneidhuber, cựu đại tá Quân đội, Hitler giật phắt huy hiệu Quốc xã của ông này và chửi bới ông về tội "phản loạn."
Lúc trời vừa hừng sáng, Hitler cùng nhóm tùy tùng đi đến Wiesse trên một đoàn xe dài. Họ thấy Röhm và các bạn của ông này vẫn còn ngủ say sưa trong Khách sạn Hanslbauer. Đám người bị đánh thức một cách thô bạo. Heines và anh trai trẻ ngủ chung giường bị dắt ra bên ngoài khách sạn và bị bắn chết ngay tại chỗ theo lệnh của Hitler. Theo lời kể của Otto Dietrich, Hitler một mình bước vào phòng của Röhm, mắng mỏ ông và ra lệnh giải ông đến München, giam vào nhà tù Stadelheim, cũng là nơi ông ngồi tù sau khi tham gia vụ Bạo loạn Nhà hàng bia cùng với Hitler. 
Trong động thái mà ông nghĩ là ban ân huệ, Hitler ra lệnh để một khẩu súng lục trên bàn của người đồng chí cũ. Röhm từ chối sử dụng. Ông nói: "Nếu muốn giết tôi, hãy để cho Adolf tự làm việc này." Theo lời khai của một trung úy cảnh sát làm nhân chứng trước một phiên tòa ở München tháng 5/1957: hai sĩ quan SS bước vào, rút súng của họ ra bắn thẳng vào Röhm. Nhân chứng này nói: "Röhm muốn nói điều gì đấy, nhưng người sĩ quan SS ra hiệu cho ông im lặng. Rồi Röhm đứng nghiêm – ông bị lột áo xuống đến hông – với nét mặt đầy vẻ khinh bỉ." 
Trong lúc ấy tại Berlin, Göring và Himmler. Khoảng 150 cán bộ chỉ huy SA bị bố trí đứng dọc bức tường rào của Trường Sĩ quan Lichterfelde rồi bị quân SS của Himmler và cảnh sát của Göring hành quyết.
Trong số này có Karl Ernst (chỉ huy trưởng SA ở Berlin, trước đây là vũ công thoát y tại các hộp đêm dành cho người đồng tính luyến ái), bị binh sĩ SS bắt gần Bremen trên đường đi hưởng tuần trăng mật. Cô vợ và người lái xe bị thương; riêng ông bị đánh bất tỉnh rồi bị giải về Berlin chịu hành quyết. Vốn là người thiếu thông minh, trong khoảng 24 giờ, ông vẫn nghĩ rằng đây là vụ đảo chính do cánh Hữu gây ra, nên chuẩn bị tinh thần để hô "Heil Hitler!" trước khi bị bắn.
Không phải chỉ có đám SA bị xử tử. Buổi sáng 30/6/1934, một toán SS nhấn chuông nhà cựu Thủ tướng Kurt von Schleicher ở ngoại ô Berlin. Khi vị tướng mở cửa, ông bị bắn ngay tại chỗ. Khi cô vợ ông mới cưới 18 tháng trước – ông vẫn độc thân cho đến lúc ấy – bước đến, cô cũng bị bắn ngay.
Tướng Kurt von Bredow, một người bạn thân của Schleicher, cũng cùng chung số phận tối hôm ấy.
Gregor Strasser bị bắt tại nhà của ông ở Berlin và đích thân Göring ra lệnh kết liễu ông trong nhà ngục. Ông chết vì đã có thái độ thách thức với Hitler và bí mật tiếp xúc với von Schleicher trong các âm mưu giành quyền lực.
Đương kim Phó Thủ tướng Franz Papen von Papen trong nội các Hitler thì may mắn hơn, trốn thoát được số phận. Nhưng quân SS lục soát văn phòng của ông, bắn chết thư ký của ông tại bàn làm việc. Tội của ông là đọc bài diễn văn ở Marburg ngày 17/6/1934, công kích Quốc xã đã quá chuyên chế.
Bạn thân của Papen là Edgar Jung, bị Gestapo (Mật vụ) bắt vài ngày trước, rồi bị hạ sát trong ngục. Erich Klausener, thủ lãnh nhóm Hành động Công giáo, bị giết trong văn phòng của ông ở Bộ Giao thông, còn các nhân viên của ông kể cả thư ký riêng là Nữ Nam tước Stotzingen đều bị đưa vào trại tập trung. Edgar Jung và Erich Klausener cùng giúp soạn bài diễn văn Marburg cho Papen đọc ngày 17/6.
Khi Papen tìm đến Göring để phản đối, ông bị giam lỏng trong ngôi biệt thự của ông với quân SS vũ trang kín kẽ canh gác chung quanh, đường điện thoại bị cắt, Ông bị cấm liên lạc với bên ngoài – thêm nỗi nhục nhã mà vị Phó Thủ tướng giỏi chịu đựng. Vì lẽ, không đầy một tháng sau, ông chấp nhận làm công sứ tại Áo, nơi Quốc xã vừa sát hại Thủ tướng Engelbert Dollfuss.
Nhiều người bị giết chỉ là do trả thù vì đã chống đối Hitler trong quá khứ; một số người là do đã biết quá nhiều, và ít nhất một người bị giết nhầm. Xác của Gustav Ritter von Kahr được tìm thấy trong một đầm lầy. Ông nguyên là một trong tam đầu chế cầm quyền Bang Bayern đã đàn áp vụ Đảo chính Nhà hàng bia và đã ngưng hoạt động chính trị từ lâu, nhưng Hitler không bao giờ quên và tha thứ ông.
Xác của Mục sư Bernhard Stempfle được tìm thấy trong một khu rừng với 3 phát đạn vào ngực, cổ bị gãy. Ông đã giúp biên tập quyển Mein Kampf của Hitler và có lẽ sau đấy nói quá nhiều về tình cảm của Hitler đối với cô cháu gái Geli Raubal.
Những người khác "biết quá nhiều" gồm có 3 binh sĩ SA bị cho là tòng phạm của Ernst trong việc đốt tòa nhà Nghị viện.
Cần đề cập một vụ giết người nhầm lẫn. Buổi tối 30/6/1934, TS. Willi Schmid, nhà phê bình âm nhạc nổi tiếng, đang chơi nhạc trong nhà trong khi bà vợ đang nấu ăn và ba đứa con đang chơi đùa. Chuông cửa ngân, bốn nhân viên SS xuất hiện và bắt ông đi mà không giải thích gì cả. Bốn ngày sau, xác của ông được trả về trong một quan tài với lệnh của Mật vụ là không được mở ra trong bất cứ trường hợp nào. TS. Willi Schmid chưa bao giờ tham gia chính trị. Có lẽ SS nhầm ông với Willi Schmidt, chỉ huy SA ở địa phương, cùng lúc bị một toán SS khác sát hại. Kate Eva Hoerlin, vợ của Willi Schmid, kể lại vụ việc trong một tờ khai được tuyên thệ nộp năm 1945 ở Mỹ. Bà đã nhập quốc tịch Mỹ năm 1944. Để che đậy tính dã man, Rudolf Heß đích thân đến thăm bà, ngỏ ý xin lỗi về sự "nhầm lẫn" và giúp tìm cho một khoản tiền về hưu từ chính phủ Đức. Tờ khai của bà được trình ra trước Tòa án Nürnberg.
Phần lớn việc giết chóc đã xong xuôi vào buổi chiều Chủ nhật 1/7/1934. Ngày hôm sau, Tổng thống Ludwig von Hindenburg ngỏ lời cảm ơn Hitler do "hành động kiên quyết và sự can thiệp cá nhân dũng cảm đã giúp diệt mầm phản loạn từ trong trứng nước và tránh cho dân tộc Đức hiểm họa to tát hơn." Ông cũng chúc mừng Göring vì "hành động hăng say và thành công" trong việc đàn áp "phản loạn cấp cao".
Ngày kế tiếp, Tướng Werner von Blomberg phát biểu với Thủ tướng lời chúc mừng của nội các vốn đã tiến hành "hợp thức hóa" cuộc tàn sát như là biện pháp cần thiết nhằm "bảo vệ Nhà nước." Blomberg cũng ban hành nhật lệnh cho Quân đội, biểu lộ sự hài lòng của Ban Chỉ huy về vụ việc và cam kết "mối quan hệ mật thiết với lực lượng SA mới".

## Hệ lụy
Một phiên tòa ở München tháng 5/1957 là cơ hội đầu tiên để nhân chứng và người can dự vào cuộc thanh trừng cung khai trước công chúng. Sepp Dietrich là người chỉ huy cận vệ SS của Himmler vào năm 1934 và chỉ đạo cuộc hành quyết trong nhà tù Stadelheim. Mang quân hàm thượng tướng SS trong chiến tranh, ông bị án 25 năm tù vì can dự vào việc sát hại tù binh Mỹ. Sau 10 năm, ông được trả tự do, rồi bị mang ra xử ở München năm 1957 và lãnh án 18 tháng tù vì can dự vào cuộc hành quyết ngày 30/6/1934. Sĩ quan SS Michael Lippert bị kết án đã trực tiếp giết Röhm.
Không bao giờ người ta biết chính xác bao nhiêu người bị sát hại. Trong bài diễn văn đọc trước Nghị viện ngày 13/7, Hitler thông báo có 61 người bị bắn, kể cả 19 "lãnh đạo SA cấp cao," thêm 13 người chết vì "chống lại lệnh bắt giữ: và 3 người "tự tử" – tổng cộng 77 người. Di dân ở Paris xuất bản một quyển sách cho biết có 401 người bị giết, nhưng chỉ có thể kể tên 116 người. Trong phiên tòa năm 1957, con số được đưa ra là "hơn 1000."
Có mưu đồ gì chống lại Hitler không? Chỉ có lời tố cáo của ông trong những bản thông cáo và diễn văn đọc trước Nghị viện ngày 13/7. Ông không bao giờ trình bất kỳ bằng chứng nào. Röhm đã công khai tỏ lộ tham vọng được thấy SA làm nòng cốt của quân đội mới do ông chỉ huy. Chắc chắn ông có tiếp xúc Schleicher về ý đồ này khi Schleicher là Thủ tướng. Có lẽ, như Hitler nói, Gregor Strasser cũng có can dự. Nhưng những việc thảo luận như thế không phải là phản bội. Chính Hitler cũng đã tiếp xúc với Strasser và đề nghị cử ông này làm Bộ trưởng Kinh tế.
Lúc đầu Hitler tố cáo Röhm và Schleicher tìm kiếm sự hỗ trợ của một "cường quốc nước ngoài" – ý nói Pháp – nhưng không đưa ra chứng cứ. Sau đấy, Hitler vẫn lặp lại lời cáo buộc trước Nghị viện và nói một cách châm biếm về một "nhà ngoại giao nước ngoài," rõ ràng chỉ đại sứ Pháp Francois-Poncet.
Khi Francois-Poncet cực lực phản đối về việc mình bị nói bóng gió đã tham dự vào "âm mưu" của Röhm, Bộ Ngoại giao Đức chính thức thông báo với Chính phủ Pháp rằng những lời cáo giác là hoàn toàn vô căn cứ, và chính phủ Quốc xã hy vọng vị đại sứ sẽ ở lại trong nhiệm vụ của ông. Thật thế: Francois-Poncet tiếp tục có quan hệ cá nhân mật thiết hơn bất kỳ đại sứ nào khác từ một quốc gia dân chủ.
Bản thông cáo đầu tiên và diễn văn của Hitler ở Nghị viện nhắc nhiều đến lối sống sa đọa của Röhm và những nhân viên SA khác đã bị giết. Tùy viên báo chí Otto Dietrich đưa ra những chi tiết về lối sống này. Trong bài phát biểu với các lãnh đạo SA còn lại ngày 30/6, Hitler tuyên bố những người bị xử tử là đáng chết vì lối sống vô đạo đức của họ.
Nhưng ngay từ những ngày đầu của Quốc xã, Hitler đã biết rõ các phụ tá thân cận của ông bị lệch lạc về giới tính hoặc là những kẻ giết người có tiền án. Lúc ấy, không những Hitler làm ngơ, mà còn biện hộ cho họ. Hơn một lần, ông đã cảnh cáo các đồng chí là không nên quá câu nệ về đạo đức cá nhân của một người nếu người ấy là chiến binh cuồng tín cho phong trào. Bây giờ, ông lại thú nhận mình bị sốc vì những phụ tá gần gũi nhất đã thoái hóa đạo đức.
Chắc chắn là Quân đội hài lòng với việc kình địch SA của họ bị tiêu diệt. Nhưng còn ý thức về danh dự của họ thì sao? Giới chỉ huy Quân đội không những đã nhắm mắt làm ngơ mà còn công khai ca ngợi một chính phủ đã thực hiện cuộc tàn sát chưa hề có tiền lệ trong lịch sử nước Đức, trong đó hai vị tướng hàng đầu bị giết một cách dã man: von Schleicher và von Bredow.
Chỉ có hai người lên tiếng phản đối việc sát hại hai tướng lĩnh và cáo buộc về vụ phản loạn: vị Thống chế von Mackensen 85 tuổi và Đại tướng cựu Tư lệnh Lục quân von Hammerstein. Hai người tiếp tục nỗ lực nhằm minh oan cho Schleicher và Bredow. Họ đã thành công. Trong một buổi họp kín của các nhà lãnh đạo đảng và quân sự ngày 3/1/1935, Hitler nhìn nhận việc sát hại hai vị tướng là "sai lầm" và tuyên bố trả lại danh dự cho hai người. Việc "phục hồi" không bao giờ được công bố ở Đức, nhưng được giới chỉ huy Quân đội chấp nhận như thế. Thái độ của giới chỉ huy không những là vết nhơ trên danh dự của Quân đội, mà còn là biểu hiệu của óc thiển cận đến khó tin.
Hitler tuyên bố trước Nghị viện ngày 13/7/1934:
Nếu có ai trách tôi và hỏi tại sao tôi không vận dụng tòa án tư pháp, thì tôi chỉ có thể trả lời: "Trong thời khắc này tôi có trách nhiệm đối với vận mệnh của dân tộc Đức, và qua đó tôi trở thành chánh án tối cao của dân tộc Đức."
Hơn nữa, giới chỉ huy Quân đội chỉ tự lừa dối khi nghĩ rằng họ đã thoát khỏi sự đe dọa của phong trào Quốc xã đối với những đặc quyền truyền thống của họ. Bởi vì, thay cho SA là SS. Ngày 26/7/1934, để tưởng thưởng công lao của họ, lực lượng SS được tách ra độc lập với SA, dưới quyền chỉ huy của Himmler, người chỉ báo cáo với Hitler. Chẳng bao lâu, với kỷ luật và lòng trung thành hơn SA, lực lượng SS trở nên hùng mạnh hơn hẳn SA.

## Chú ý
1. ↑   Papen, dù vậy vẫn giữ vị trí cũ mặc dù những người thân cận với ông đã bị sát hại.
2. ↑   "Có ít nhất 85 người đã bị giết hại một cách sơ lược mà không có bất kỳ thủ tục tố tụng pháp lý chính thức được tiến hành với họ. Göring cho biết đã có hơn một nghìn người bị bắt giữ" Evans 2005, tr. 39.
3. ↑   "Tên của tám mươi lăm nạn nhân [được biết], có đến năm mươi trong số đó là chiến binh của SA. Tuy nhiên trong một số ước tính đã nâng tổng số thiệt mạng ở vào khoảng từ 150 đến 200" Kershaw 1999, tr. 517.

### Sách
- Bessel, Richard (1984). Political Violence and the Rise of Nazism: The Storm Troopers in Eastern Germany 1925–1934. New Haven: Yale University Press. ISBN 978-0-300-03171-3.
- Bullock, Alan (1958). Hitler: A Study in Tyranny. New York: Harper.
- Collier, Martin; Pedley, Phillip (2005). Hitler and the Nazi State. New York: Harcourt. ISBN 978-0-435-32709-5.
- Evans, Richard (2005). The Third Reich in Power. New York: Penguin Group. ISBN 978-0-14-303790-3.
- Fest, Joachim (1974). Hitler. New York: Harcourt. ISBN 978-0-15-602754-0.
- Frei, Norbert (1987). National Socialist Rule in Germany: The Führer State 1933–1945. Oxford: Oxford University Press. ISBN 978-0-631-18507-9.
- Höhne, Heinz (1970). The Order of the Death's Head: The Story of Hitler's SS. New York: Coward-McCann. ISBN 978-0-14-139012-3.
- Kempka, Erich (ngày 15 tháng 10 năm 1971). "Erich Kempka interview". Library of Congress: Adolf Hitler Collection, C-89, 9376-88A-B. {{Chú thích tạp chí}}: Chú thích magazine cần |magazine= (trợ giúp)
- Kershaw, Ian (1999). Hitler: 1889–1936 Hubris. New York: W. W. Norton & Company. ISBN 978-0-393-32035-0.
- Kershaw, Ian (2001). The "Hitler Myth": Image and Reality in the Third Reich. Oxford: Oxford University Press. ISBN 978-0-19-280206-4.
- Klemperer, Victor (1998). I Will Bear Witness: The Diaries of Victor Klemperer. New York: Random House. ISBN 978-0-679-45696-4.
- O'Neill, Robert (1967). The German Army and the Nazi Party 1933–1939. New York: James H. Heineman. ISBN 978-0-685-11957-0.
- Reiche, Eric G. (2002). The Development of the SA in Nürnberg, 1922–1934. Cambridge: Cambridge University Press. ISBN 978-0-521-52431-5.
- Schoenbaum, David (1997). Hitler's Social Revolution: Class and Status in Nazi Germany, 1933–1939. W. W. Norton & Company. ISBN 978-0-393-31554-7.
- Schwarzmüller, Theo (1995). Zwischen Kaiser und "Führer": Generalfeldmarschall August von Mackensen, eine politische Biographie. Dtv (bằng tiếng Đức). Paderborn. ISBN 978-3-423-30823-6.
- Shirer, William L (1960). The Rise and Fall of the Third Reich. New York: Simon and Schuster. ISBN 978-0-671-72868-7.
- Spielvogel, Jackson J. (1996). Hitler and Nazi Germany: A History. New York: Prentice Hall. ISBN 978-0-13-189877-6.
- Toland, John (1976). Adolf Hitler: The Definitive Biography. New York: Doubleday. ISBN 978-0-385-42053-2.
- Wheeler-Bennett, John (1967). The Nemesis of Power: The German Army in Politics 1918–1945.
- Wheeler-Bennett, John (2005). The Nemesis of Power: The German Army in Politics 1918–1945 (ấn bản thứ 2). Palgrave Macmillan. ISBN 978-1-4039-1812-3.
- Von Papen, Franz (1953). Memoirs. London: Dutton. ASIN B0007DRFHQ.

### Trực tuyến
- "Röhm-Putsch" (bằng tiếng Đức). Deutsches Historisches Museum (DHM), German Historical Museum. Truy cập ngày 15 tháng 5 năm 2012.

### Đa phương tiện
- The Waffen-SS. Gladiators of World War II. World Media Rights. Bản gốc lưu trữ ngày 1 tháng 6 năm 2015. Truy cập ngày 5 tháng 6 năm 2015. {{Chú thích video}}: Liên kết ngoài trong |publisher= (trợ giúp)